# Bertha von Suttnergebouw
Het Bertha von Suttnergebouw is een gebouw van het Europees Economisch en Sociaal Comité en het Europees Comité van de Regio's in de Leopoldruimte in Brussel. In het gebouw bevinden zich kantoren en vergaderzalen voor het Europees Economisch en Sociaal Comité en het Europees Comité van de Regio's; vroeger werd het gebruikt door het Europees Parlement. 
Het gebouw werd opgetrokken op gronden die de Brusselse projectontwikkelaar Armand Blaton had verworven op de hoek van de Stoomslepersstraat (Rue du Remorqueur) en de Montoyerstraat. (Rue Montoyer) door Etudes et Investissements Immobiliers, een dochteronderneming van de Groupe Blaton. Het ontwerp van het architectenbureau Henri Montois verkreeg een bouwvergunning in 1989. Het Montoyergebouw, eenvoudigweg genoemd naar de straat waarin de hoofdingang was gelegen, werd in dienst genomen door diensten van het Europees Parlement, maar werd in 1999 overgedragen aan het Europees Economisch en Sociaal Comité en het Europees Comité van de Regio's, die beiden hun hoofdzetel hadden in het aangrenzende Jacques Delorsgebouw op de hoek van Belliardstraat en Stoomslepersstraat, en behoefte hadden aan zo goed mogelijk aansluitende bijkomende kantoorruimte.
Het Montoyergebouw werd tijdens een formele plechtigheid op 8 maart 2006 hernoemd naar de Oostenrijkse vredesactiviste Bertha von Suttner. De datum had een dubbele symboliek. Het was 100 jaar nadat Von Suttner op 10 december 1905 de vijfde Nobelprijs voor de Vrede toegekend had gekregen, en de eerste Nobelprijs voor de Vrede voor een vrouw, en het was op 8 maart tevens de jaarlijkse Internationale Vrouwendag.
Direct rechts van de hoofdingang in de Montoyerstraat werd bij de plechtige naamswijziging een gedenkplaat voor Bertha von Suttner onthuld. Het betreft een tegen de muur verankerd kunstwerk van Lilo Schrammel dat twee bladzijden uit een omgekeerd geopend boek met een golvende bladspiegel verbeeldt, met op de bladzijden de tekst "Bertha von Suttner 1843-1914 Praha Wien First Female Nobel Peace Price Erste weibliche Friedens Nobelpreisträgerin Première femme prix Nobel de la paix 1905".